# Passieve veredeling
Passieve veredeling is een economische douaneregeling. Bij passieve veredeling worden goederen tijdelijk uit de EU uitgevoerd om deze in een derde land een herstelling, bewerking of verwerking te doen ondergaan. Bij terugkomst van de goederen in de EU zou normaal gesproken de rechten bij invoer moeten worden betaald. De goederen die eerst als communautaire goederen naar een derde land zijn overgebracht hebben immers hun communautaire status verloren en niet-communautaire goederen geworden.

## Reden
De goederen die het resultaat zijn van passieve veredeling zijn (gedeeltelijk) gemaakt van communautaire grondstoffen. Als gewoon de rechten bij invoer betaald moeten worden betekent dit dus dat er (gedeeltelijk) rechten bij invoer betaald worden over communautaire (grond)stoffen. De regeling passieve veredeling maakt het mogelijk om bij het brengen in het vrije verkeer van de eindproducten (gedeeltelijke) vrijstelling te krijgen over de uitgevoerde goederen. De goederen welke onder de regeling passieve veredeling kunnen worden geplaatst moeten wel uit het vrije verkeer van de EU komen. Die identiteit van de goederen speelt bij passieve veredeling een zeer belangrijke rol.
Bij uitvoer stelt de douane de identiteit van de goederen vast en dit moet weer overeenkomen bij de wederinvoer van de goederen. Het is van groot belang bij invoer van het veredelingsproduct te bepalen hoe groot het EU-bestanddeel is.
Bij een gratis herstelling hoeft niets betaald te worden, bij andere goederen wordt van een gedeeltelijke vrijstelling (over het deel wat is uitgevoerd) gesproken.
De vrijstelling wordt verleend tot het bedrag dat geheven zou zijn indien - op het tijdstip van de invoer - de uitgevoerde goederen zouden zijn ingevoerd in de staat waarin zij zich op het tijdstip van de uitvoer bevonden.

## Bijzondere faciliteiten
Op verzoek van de vergunningaanvrager kunnen een aantal bijzondere faciliteiten opgenomen worden:

### Regeling uitwisselverkeer
In geval van herstelling is het toegestaan een goed dat niet hersteld blijkt te kunnen worden, te vervangen door een identiek goed.

### Regeling voorafgaande invoer aan uitwisselverkeer
Bij deze regeling wordt toegestaan dat eerst een vervangend goed wordt ingevoerd. De uitvoer van het defecte goed vindt later plaats.

### Driehoeksverkeer
De uitvoer en de wederinvoer vinden plaats in verschillende landen van de EU.

### Veredelingskosten
Hierbij is het mogelijk om de veredelingskosten als uitgangspunt te nemen voor het berekenen van de douanewaarde. Bij het doen van de aangifte ten invoer moet dit vooraf aan de douane kenbaar worden gemaakt.

## Vergunning
Voor de regeling passieve verdeling is een vergunning nodig van de douane. De douane moet binnen dertig dagen na de aanvraag hebben gereageerd. Bij overschrijding van deze termijn mag ervan uitgegaan worden dat de vergunning afgegeven is.